# Ioan Evanghelistul

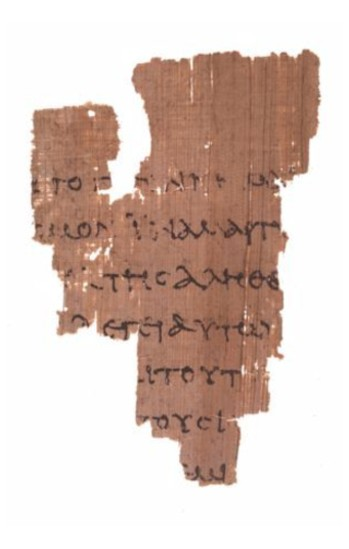
Papirusul P52 (mijlocul sec. al II-lea), cea mai veche mărturie a Evangheliei după Ioan

Ioan Evanghelistul (în ebraică יוחנן, Yoḥanan; în greacă: Ιωάννης ο Ευαγγελιστής, n. 10 d.Hr., Galileea, Herodian Tetrarchy⁠(d) – d. 98 d.Hr., Efes, Imperiul Roman este numele convențional pentru autorul Evangheliei după Ioan. În mod tradițional a fost considerat una și aceeași persoană cu Apostolul Ioan. Simbolul său este vulturul.
Datarea Evangheliei după Ioan între 90-120 e.n., precum și faptul că autorul textului nu cunoaște exact geografia Palestinei, a exclus posibilitatea ca autorul acestei evanghelii să fie o persoană din cercul ucenicilor lui Isus din Nazaret. În timp ce dovezile asupra identității reale a autorului Evangheliei după Ioan lipsesc, unii cercetători cred că evanghelia a fost dezvoltată de un cerc sau școală întemeiată de Ioan, spre sfârșitul secolului întâi, școala fiind posibil situată în Efes.
Cele trei epistole ioaneice seamănă între ele ca terminologie, stil și situare generală. Ele sunt în mod aproximativ legate de Evanghelia după Ioan și ar fi putut rezulta din teologia acestei evanghelii. Aceste epistole sunt considerate în mod consensual ca fiind produse de comunitatea ioaneică din Anatolia. Referiri timpurii la epistole, organizarea bisericii care reiese din textul lor și lipsa unei referiri la persecuție sugerează că ele au fost scrise la începutul celui de-al doilea secol.
Nu există niciun izvor istoric de încredere care să arate că autorul Evangheliei după Ioan s-ar fi numit în mod real Ioan, evanghelia sa fiind publicată în mod anonim:
„Ceea ce cei mai mulți nu-și dau seama este că titlurile lor au fost adăugate ulterior de creștini din secolul al II-lea, la decenii întregi după ce aceste cărți fuseseră scrise, pentru a putea pretinde că ele au fost scrise de apostoli. De ce ar fi făcut asta creștinii? Amintiți-vă discuția anterioară asupra formării canonului Noului Testament: numai cărțile care erau apostolice puteau fi incluse. Ce trebuia atunci făcut cu evangheliile care erau citite și larg acceptate ca autorități în timp ce fuseseră scrise în mod anonim, cum a fost cazul celor patru evanghelii din Noul Testament? Ele trebuiau asociate cu apostoli pentru a putea fi incluse în canon, așa că le-au fost atașate nume de apostoli.”—Bart D. Ehrman, Truth and Fiction in The Da Vinci Code: A Historian Reveals What We Really Know about Jesus, Mary Magdalene, and Constantine.
Autorul acestei scrieri nu a fost martor la viața lui Isus și nici măcar nu susține că descrie în evanghelie evenimente la care ar fi fost martor:
„Ele nu pretind că ar fi fost scrise de martori la viața lui Isus, iar istoricii au recunoscut de mult că ele au fost produse de creștini din a doua sau a treia generație, trăind în alte țări decât Isus (și Iuda), vorbind o limbă diferită (greacă în loc de aramaică), trăind în circumstanțe diferite și adresându-se unui public diferit.”—Bart D. Ehrman, The lost Gospel of Judas Iscariot: a new look at betrayer and betrayed.
Autorul Apocalipsei lui Ioan este numit de obicei Ioan Teologul sau Ioan de Patmos, spre a nu fi confundat cu Ioan Evanghelistul, cu Apostolul Ioan sau cu Prezbiterul Ioan.

### Biografie
Ioan a fost un pescar dintr-un sat de pe malul nordic al lacului Genesareth (Ginossar) sau Marea Galileei în  (Palestina, azi Israel). Părinții lui ar fi fost Zebedeus și Maria-Salomeea. A fost - potrivit tradiției - fratele mai mic al apostolului Iacob cel Bătrân. 
Iisus i-a numit pe acești doi frați - „boanerges” („fii tunetului”), probabil pentru că făceau parte din grupa revoluționar-antiromană a Zeloților. 
Denumit în Evanghelia după Ioan „apostolul cel mult iubit de Iisus”, martor ocular al crucificării lui Iisus. Ar fi întreprins mai multe călătorii misionare în Asia Mică. Legendele susțin că a refuzat să aducă ofranda cuvenită în templul roman al zeiței Artemis din Efes (azi în Turcia) în timpul persecuțiilor anticreștine ale lui Domițian (81-96 d.C.), fapt pentru care ar fi fost arestat și dus la Roma, unde ar fi fost supus la chinuri, prin scufundare într-un vas cu ulei fierbinte, lângă Porta Latina (pe acel loc s-a construit apoi Biserica „Oratorio di San Giovanni in Oleo”). Exilat pe insula Patmos (Grecia), ar fi scris Apocalipsa lui Ioan în anul 95 d.Cr., iar după moartea împăratului Domițian (96 d.C.) s-ar fi întors la Efes, scriindu-și Evanghelia în jurul anului 100 d.Cr. 
A adormit în Domnul la o vârstă foarte înaintată (88 ani).

## Critica scrierilor atribuite în mod tradițional lui Ioan

### Dubii patristice
Iustin Martirul (c. 100-165 AD) care-l cunoștea pe Policarp de Smirna, învățăcel al lui Ioan, face o posibilă aluzie la Apocalipsă, și-l creditează pe Ioan ca autor al ei. Ireneu de Lyon (c. 115-202) ia asta drept fapt. La sfârșitul secolului al II-lea, este acceptată în Antiohia de către Theophilus (decedat c. 183), iar în Africa de Tertulian (c. 160-220). La începutul secolului al III-lea ea este adoptată de Clement din Alexandria și de către Origene din Alexandria și mai târziu de Methodius, Ciprian, Lactanțius, Dionisie din Alexandria, iar în secolul al V-lea de către Quodvultdeus. Eusebiu din Cezareea (ca. 263–339) era înclinat să considere Apocalipsa împreună cu cărțile acceptate, dar a trecut-o de asemenea în Antilegomena. Ieronim (347-420) o considera drept carte de mâna a doua. Cele mai multe canoane o includeau, dar unele, în special din Biserica Răsăriteană, o respingeau. Nu este inclusă în Peshitta (un Nou Testament timpuriu în aramaică).
Autorul Apocalipsei se numește pe sine „Ioan”, astfel că această carte a fost în mod tradițional atribuită apostolului Ioan. Referiri la scrierea ei de către apostol se află încă de la Iustin Martirul, în al său Dialog cu Trypho. Alte mărturii timpurii sunt de la Ireneu de Lyon, Clement din Alexandria, Tertulian, Ciprian de Cartagina și Ipolit de Roma. Totuși, această identificare a fost negată de alți Părinți ai Bisericii, incluzându-i Dionisie de Alexandria, Eusebiu din Cezareea, Chiril din Ierusalim, Grigore de Nazianz și Ioan Gură de Aur. Apocrifonul lui Ioan afirmă că Ioan a scris atât Apocrifonul cât și Apocalipsa. Donald Guthrie scria că dovezile oferite de Părinții Bisericii susțin identificarea autorului cărții cu apostolul Ioan.
Conform lui Epifanie de Salamina, un anume Caius din Roma credea că Cerinthus, un gnostic, era autorul Apocalipsei lui Ioan.
În secolul al treilea episcopul Dionisie din Alexandria respingea ideea că ea ar fi fost scrisă de un apostol, dar accepta cartea drept canonică. Dionisie credea că autorul era un al bărbat numit Ioan, și anume prezbiterul Ioan, învățătorul lui Papias, episcop de Hierapolis. Eusebiu din Cezareea a căzut mai târziu de acord cu Dionisie. Deoarece persoana autorului era una din considerentele necesare pentru canonizarea cărții, mai mulți Părinți ai Bisericii și Conciliul de la Laodicea au respins autoritatea Apocalipsei.

### Bretschneider
Noua epocă a cercetărilor critice ale acestor opere a început cu opera lui K.G. Bretschneider din 1820 asupra autorului Evangheliei după Ioan. Bretschneider a pus la îndoială ideea că autorul Evangheliei ar fi fost un apostol, și chiar a menționat că în baza stăpânirii șubrede a topografiei, autorul nu putea proveni din Palestina. El a argumentat că înțelesul și natura lui Isus prezentate în Evanghelia după Ioan erau foarte diferite de cele din evangheliile sinoptice, astfel autorul nefiind un martor direct al evenimentelor relatate. Bretschneider se referea la un caracter apologetic al lui Ioan, caracter care indică o dată ulterioară a scrierii. Cercetători cum ar fi Wellhausen, Wendt și Spitta au argumentat că a patra evanghelie este un Grundschrift adică „... o operă care a suferit interpolări înainte de a ajunge la forma ei canonică; ea forma o unitate la modul cum era pe atunci.”
F.C. Baur (1792–1860) a avansat ideea că evanghelia era pur și simplu o lucrare de sinteză a tezei și antitezei pe model hegelian — sinteză între teza iudeo-creștinătății (reprezentată de Petru) și antiteza creștinătății neamurilor (reprezentată de către Pavel). El cita de asemenea din epistolele ioanine o sinteză a forțelor dualiste din gnosticism. Ca atare, el a atribuit anul 170 scrierii acestei evanghelii.

### Critica timpurie
Primul martor sigur al teologiei ioanine dintre părinții bisericii a fost Sf. Ignatie din Antiohia, a cărui Epistolă către Filipeni era fondată pe Ioan 3:8 și făcea aluzie la Ioan 10:7-9 și Ioan 14:6. Aceasta ar indica faptul că evanghelia era cunoscută în Antiohia înainte de moartea lui Ignatie (probabil 107). Policarp de Smirna (cca. 80-167) citează din epistolele lui Ioan, la fel ca Iustin Martirul și Filozoful (cca. 100-165).
Cea mai veche mărturie despre autor era cea a lui Papias, păstrată în citate fragmentare în istoria bisericii a lui Eusebiu din Cezareea. Acest text este prin urmare mai degrabă obscur. Eusebiu afirmă că trebuie făcută distincție între doi Ioani diferiți, Apostolul Ioan și Prezbiterul Ioan, atribuind evanghelia apostolului iar Apocalipsa prezbiterului.
Mărturia lui Ireneu de Lyon bazată pe Papias reprezintă tradiția din Efes, în care se zice că ar fi trăit Apostolul Ioan. Ireneu era discipol al lui Policarp, deci la a doua generație după apostol. Conform multor cercetători, el afirmă lipsit de echivoc că apostolul este autorul evangheliei. (Alți cercetători observă că Ireneu se referă totuși constant la autorul evangheliei și la cel al Apocalipsei ca „discipolul Domnului”, în timp ce la alții se referă ca „apostoli”. Astfel Ireneu pare a face diferență între Ioan, autorul celei de a patra evanghelii și Apostolul Ioan.) Koester refuză referirea lui Ignatie de Antiohia ca referitoare la evanghelie și îl citează pe Ireneu ca fiind primul care a făcut uz de ea.
Papirusul P52 (Biblioteca Ryland), datat în mod obișnuit în jur de 125, sugerează că textul Evangheliei după Ioan s-a răspândit rapid prin Egipt. Fața fragmentului conține rânduri din Evanghelia după Ioan 18:31-33, în greacă, iar spatele ei conține rânduri din versetele 37-38. Clement din Alexandria (cca. 150-211) mentionează activitatea misionară a Apostolului Ioan în Asia Mică și continuă „Iar Ioan, ultimul, văzând că în evanghelii s-au discutat lucruri trupești, susținut de discipolii lui și inspirat de Duhul Sfânt a scris o evanghelie spirituală.” Origene (185–cca. 254) a răspuns la întrebarea de ce Ioan a plasat la început curățarea Templului de comercianți, mai degrabă decât la sfârșit „Ioan nu spune mereu adevărul în mod literal, ci doar spiritual.” În Alexandria, faptul că Ioan era autorul evangheliei nu a fost niciodată pus sub semnul întrebării. Bruce Metzger afirma „Putem găsi în opera lui Clement citate ale tuturor cărților din Noul Testament cu excepția lui Filimon, Iacob, 2 Petru și 2 și 3 Ioan.”
Roma a fost sediul singurei respingeri timpurii a celei de a patra evanghelii. Adversarii montanismului au fost răspunzători pentru asta. Ireneu afirmă că aceste persoane au încercat să suprime învățătura despre Duhul Sfânt pentru a distruge montanismul, prin urmare ei au negat ideea că Apostolul Ioan ar fi autorul evangheliei și autoritatea ei. Mai târziu, Epifanie de Salamina a denumit acest grup, care consta din adepții preotului Caius, drept Alogi, un joc de cuvinte între „fără Cuvânt” și „fără rațiune”.

### Critica modernă
Critica modernă poate fi împărțită în trei mari secțiuni: (1) fundamentele, de la Bauer la Braun (1934–1935), (2) apogeul, de la Schnackenburg la Koester (1959–60), (3) supremația șubredă, de la Hengel la Hangel (1989–2000).
Walter Bauer a deschis dezbaterile moderne asupra lui Ioan cu cartea sa Rechtgläubigkeit und Ketzerei im ältesten Christentum. Teza lui Bauer este că „ereticii erau probabil mai numeroși decât ortodocșii” în creștinismul timpuriu iar ortodoxia nu era atât strict definită ca în ziua de azi. El „era convins că niciunul dintre Părinții Apostolici nu s-a bazat pe autoritatea celei de-a patra evanghelii. Gnosticii, marcioniții și montaniștii erau cei care au folosit-o la început, ei fiind cei care au introdus-o în comunitatea creștină.”
J.N. Sanders, care a scris The Fourth Gospel in the Early Church, a examinat „așa-zisele paralele ale lui Ioan cu Ignatie din Antiohia, Policarp de Smirna, Barnabas și Epistola către Diognetus, conchizând că nu există urme sigure ale influenței celei de-a patra evanghelii la Părinții Apostolici.” Sanders a argumentat că această carte a fost scrisă în Alexandria.
Evanghelia după Ioan afirmă explicit că textul ei a fost scris de „discipolul iubit de Isus”, deci multe eforturi au fost depuse pentru a determina cine a fost această persoană. În mod tradițional el este identificat cu Apostolul Ioan, deoarece în caz contrar unul din cei mai importanți apostoli din celelalte evanghelii ar lipsi complet din a patra evanghelie. Totuși, cercetătorii critici au propus alte posibilități.
Filson, Sanders, Vernard Eller, Rudolf Steiner și Ben Witherington sugerează că era vorba de Lazăr, deoarece Ioan 11:3 și Ioan 11:36 indică precis că Isus îl „iubea” pe acesta, iar asta ar fi posibil implicat și de Evanghelia secretă după Marcu. Keener observă că „Lazăr din Betania ar fi avut mai mult acces în casa Marelui Preot  (dacă discipolul din 18:15-16 este discipolul cel iubit, ceea ce este nesigur); sinopticii s-ar putea să-l fi omis pe Lazăr pentru a-l proteja tocmai din pricina poziției sale.” Asta s-ar potrivi bine cu interesul autorului în activitatea lui Isus din Iudeea.
Parker a sugerat că acest discipol ar fi putut fi Ioan Marcu; totuși Faptele Apostolilor indică faptul că Ioan Marcu era foarte tânăr și s-a alăturat târziu discipolilor. J. Colson a sugerat că „Ioan” era preot în Ierusalim, explicând presupusa mentalitate preoțească din a patra evanghelie. R. Schnackenburg a sugerat că „Ioan” ar fi fost un locuitor altfel necunoscut al Ierusalimului care făcea parte din cercul de prieteni ai lui Isus. Evanghelia după Filip și Evanghelia Mariei o identifică pe Maria Magdalena drept discipolul iubit de Isus, o posibilitate care a fost analizată de Esther de Boer și făcută faimoasă în imaginarul roman Codul lui Da Vinci. Câțiva autori, cum ar fi Alfred Loisy, Bultmann și Hans-Martin Schenke, văd „discipolul cel iubit” drept o creație pur simbolică, un pseudonim idealizat pentru grupul de autori ai evangheliei.
Cercetătoarea gnosticismului Elaine Pagels merge și mai departe, afirmând că însuși autorul evangheliei era un gnostic, citând pentru asta similarități cu Evanghelia după Toma și cu Evanghelia după Filip. Trebuie observat că primul comentariu al Evangheliei după Ioan a fost scris de un gnostic,  iar evanghelia era populară printre gnostici cel puțin la fel de devreme ca și printre „ortodocși”. 
Diverse obiecții au fost ridicate la adresa scrierii acestor scrieri de către Ioan. Prima dintre ele, Evanghelia după Ioan este o relatare foarte intelectualizată a vieții lui Isus, autorul fiind familiarizat cu tradițiile rabinice de interpretare biblică. Evangheliile sinoptice cad de acord că Ioan era un pescar. Apostolilor 4:13 se referă la Ioan ca fiind „lipsit de învățătură” sau „analfabet”.
Au fost de asemenea ridicate obiecții din cauză că „discipolul cel iubit de Isus” nu este menționat înainte de Cina cea de taină.
Acest titlu („discipolul cel iubit”) este straniu pentru Beasley-Murray din cauză că „dacă discipolul cel iubit ar fi unul din cei doisprezece, el ar fi fost suficient de cunoscut în afara cercului de biserici ioanine pentru ca autorul să-l numească”.
Raymond E. Brown, printre alții, susține că evanghelia a fost scrisă de către o comunitate de autori mai degrabă decât de un singur autor care să-i dea forma finală. În particular, cap. 21 este foarte diferit din punct de vedere stilistic față de restul evangheliei, fiind astfel considerat o adăugire ulterioară (cunoscută sub numele de apendice). Printre cercetătorii creștini acest punct de vedere a evoluat către teza că au existat stadii multiple de redactare, fiind implicați atât discipolii cât și apostolul;  R.E. Brown (1970) distinge patru stadii de dezvoltare: tradițiile legate direct de apostol, editare parțială de către discipolii săi, sinteză de către apostol și adăugiri ulterioare de către un redactor final. Pare clar cel puțin că în cap. 21 altcineva vorbește la persoana a treia plural („noi”), fiind în mod evident vocea comunității care crede drept adevărată mărturia acestei alte persoane numită „discipolul cel iubit”.
Data scrierii evangheliei a fost estimată la circa 90-100. Apostolul Ioan, dacă el a fost autorul principal, ar fi avut o vârstă extrem de ridicată pentru o vreme în care speranța de viață era mult mai redusă. De de altă parte, dacă apostolul ar fi ajuns într-adevăr la această vârstă, asta ar explica tradiția relatată în Ioan 21, și anume că mulți credeau că Isus a zis că apostolul nu va muri (ceea ce a dus la legenda prezbiterului Ioan). O dată mai târzie decât începutul secolului al II-lea este exclusă deoarece P52, cel mai timpuriu manuscris care dovedește existența evangheliei, datează de la mijlocul secolului al II-lea. Chiar în biserica timpurie existau dubii asupra autenticității, atât Marcion (fondatorul ereziei marcioniste) cât și Celsus (un critic păgân al creștinismului) au criticat-o aspru drept falsificare evidentă. Dezbaterea s-a concentrat nu numai în jurul diferențelor față de alte evanghelii, ci de asemenea în jurul învățăturii ei despre Paraclet, care era important în mișcarea „carismatică” timpurie cunoscută drept montanism.
„Deși tradițiile antice îi atribuie Apostolului Ioan cea de-a patra evanghelie, Apocalipsa și cele trei Epistole ale lui Ioan, cercetătorii moderni cred că el nu a scris niciunul din aceste texte.”—Stephen L. Harris, Understanding the Bible

## Sărbători
- în calendarul ortodox: 8 mai
- în calendarul greco-catolic: 8 mai
- în calendarul romano-catolic: 27 decembrie
- în calendarul lutheran: 27 decembrie
- în calendarul anglican: 27 decembrie